# Diretíssima

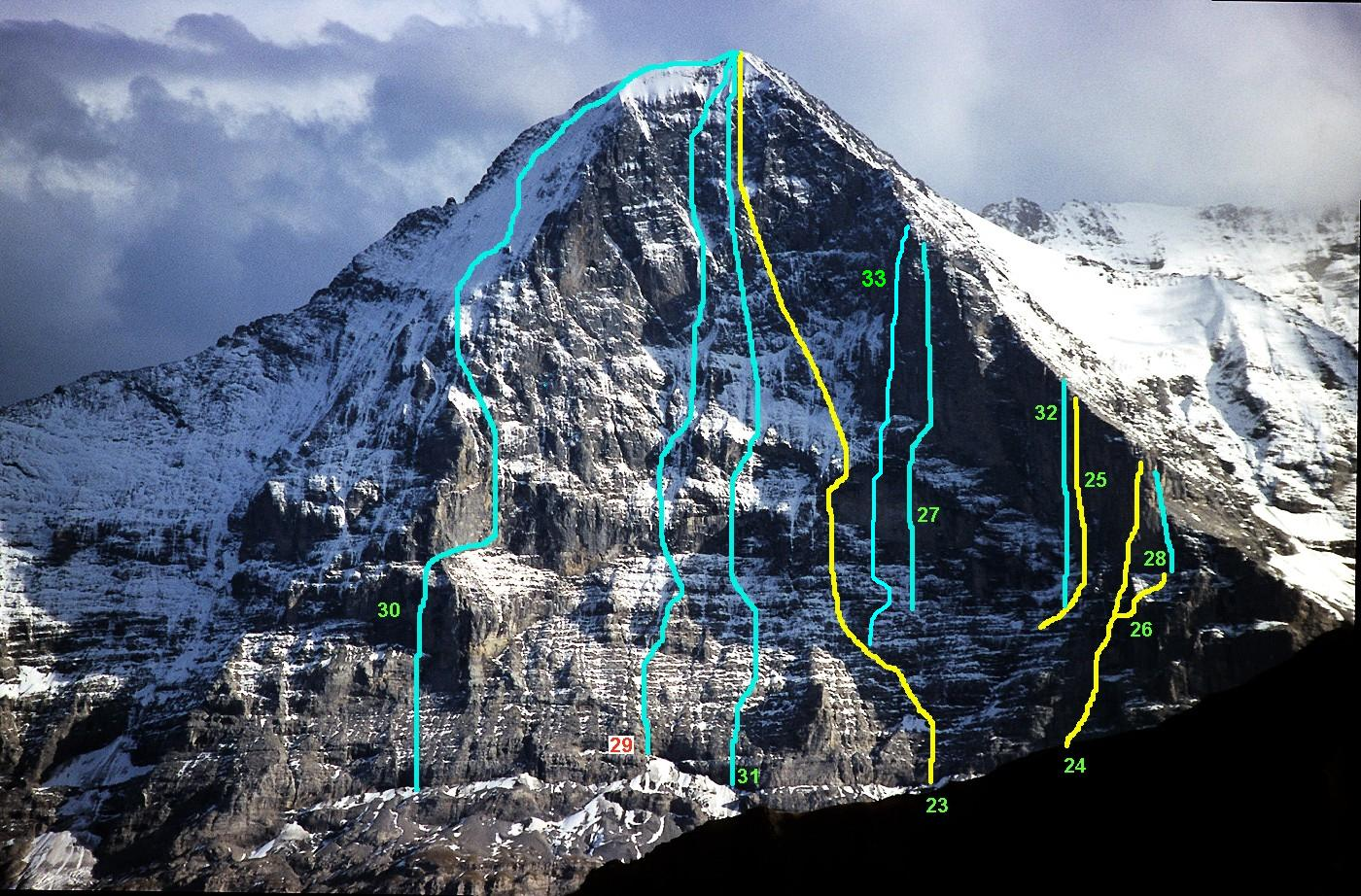
Exemplo de diretas e uma diretíssima na face norte do Eiger.

Diretíssima (pré-AO: directíssima) é em alpinismo a via de ascensão mais direta possível para atingir o cume de uma montanha.

## As vias

### A normal
No princípio do alpinismo, o que contava era chegar ao cimo e a história reteve a data de  8 de agosto de 1786 quando o Monte Branco foi subido pela primeira vez nas pessoas de  Jacques Balmat com Michel Paccard, data que é considerada como o marco do alpinismo moderno.

### Itinerários
Depois de se terem subido ao cume de uma dada montanha veio a vez dos diferentes itinerários e as arestas já que o normal era o que havia permitido alcançar o seu cume quando se tinha aberto a via, e a aresta constituía a elegância da ascensão.

### A diretíssima
Depois, a única coisa que havia a inventar é a diretíssima - uma via direta extrema -  que em relação a não importa que montanha aparece quase sempre em terceira posição; a primeira ascensão, as vias normais e a diretíssima. 
Como exemplo pode-se dar o de "Les Drus":
- Primeira ascensão 1878 por Clinton Thomas Dent, James Walker Hartley, Alexander Burgener e K. Maurer
- a partir dessa data e 1967, abertura de vias, de faces, de arestas e de travessias
- 1935, primeira da face Norte por Pierre Allain e Raymond Leininger
- 1967, diretíssima da face Norte, por Yannick Seigneur e Michel Feuillarade